# 13978 Hiwasa
13978 Hiwasa (tên chỉ định: 1992 JQ) là một tiểu hành tinh vành đai chính. Nó được phát hiện bởi Tsutomu Seki ở Geisei Observatory ở Kōchi, Kōchi Prefecture, Nhật Bản, ngày 4 tháng 5 năm 1992. Nó được đặt theo tên the former town thuộc Hiwasa (now part thuộc Minami) ở Tokushima Prefecture, Nhật Bản.